# Alta Sierra
Alta Sierra és una concentració de població designada pel cens dels Estats Units a l'estat de Califòrnia. Segons el cens del 2000 tenia 6.522 habitants.

## Demografia
Segons el cens del 2000, Alta Sierra tenia 6.522 habitants, 2.577 habitatges, i 2.084 famílies. La densitat de població era de 300,9 habitants per km².
Dels 2.577 habitatges en un 27% hi vivien nens de menys de 18 anys, en un 72,4% hi vivien parelles casades, en un 6,4% dones solteres, i en un 19,1% no eren unitats familiars. En el 15,3% dels habitatges hi vivien persones soles el 8,7% de les quals corresponia a persones de 65 anys o més que vivien soles. El nombre mitjà de persones vivint en cada habitatge era de 2,53 i el nombre mitjà de persones que vivien en cada família era de 2,78.
Per edats la població es repartia de la següent manera: un 21,7% tenia menys de 18 anys, un 4,2% entre 18 i 24, un 20% entre 25 i 44, un 30,1% de 45 a 60 i un 24% 65 anys o més.
L'edat mediana era de 47 anys. Per cada 100 dones de 18 o més anys hi havia 93,7 homes.
La renda mediana per habitatge era de 56.868 $ i la renda mediana per família de 59.776 $. Els homes tenien una renda mediana de 47.121 $ mentre que les dones 31.302 $. La renda per capita de la població era de 28.876 $. Entorn del 3,2% de les famílies i el 4,3% de la població estaven per davall del llindar de pobresa.

## Poblacions més properes
El següent diagrama mostra les poblacions més properes.